# 金瓶梅 (1974年の映画)
『金瓶梅』（きんぺいばい、原題：金瓶雙艶、英語題：Golden Lotus）は、1974年の香港映画。中国の古典文学『金瓶梅』を原作としたエロティック映画である。
無名時代のジャッキー・チェンが脇役で出演している。

## キャスト
- 西門慶：ヤン・チュン
- 潘金蓮：フー・チン
- 李瓶児：タニー・ティエン
- 花子虚：チェン・チン
- 武大郎：チェン・ナン
- ：ワン・ライ
- ：ジャッキー・チェン

## スタッフ
- 監督・脚本：リー・ハンシャン
- 製作：ランラン・ショウ
- 撮影：リン・チャオ
- 音楽：フランキー・チェン